# Tylophora riparia
Tylophora riparia är en oleanderväxtart som beskrevs av Kerr. Tylophora riparia ingår i släktet Tylophora och familjen oleanderväxter. Inga underarter finns listade i Catalogue of Life.